# 大崎村 (宮城県)
大崎村（おおさきむら）は、明治29年（1896年）まで宮城県玉造郡の東南部にあった村。現在の大崎市岩出山下目・岩出山南沢・古川大崎・古川清水・古川新田・古川南沢にあたる。

## 地理
- 河川：江合川

## 沿革
- 明治8年（1875年）10月17日 - 水沢県による村落統合にともない、名生村と伏見村が合併して大崎村が、三丁目村と成田村が合併して清水村が、それぞれ成立。
- 明治22年（1889年）4月1日 - 町村制施行にともない、大崎村・清水村・新田村・下野目村・南沢村の計5か村が合併して新制の大崎村が発足。
- 明治29年（1896年）4月1日 - 大崎村を廃止。旧下野目・南沢村域が西大崎村に、旧名生・伏見・三丁目・成田・新田村域が東大崎村となる。

## 行政
- 歴代村長

| 代 | 氏名     | 就任                      | 退任                      | 備考 |
| -- | -------- | ------------------------- | ------------------------- | ---- |
| 1  | 千葉英治 | 明治22年（1889年）4月27日 |                           |      |
| 2  | 鈴木友治 | 明治23年（1890年）5月11日 | 明治29年（1896年）3月31日 |      |